# Lepidiota lepidosterna
Lepidiota lepidosterna är en skalbaggsart som beskrevs av Lea 1926. Lepidiota lepidosterna ingår i släktet Lepidiota och familjen Melolonthidae. Inga underarter finns listade i Catalogue of Life.